# Белогорское сельское поселение (Архангельская область)
Белогорское сельское поселение или муниципальное образование «Белогорское» — упразднённое муниципальное образование со статусом сельского поселения в Холмогорском муниципальном районе Архангельской области России.
Соответствует административно-территориальным единицам в Холмогорском районе — Белогорскому сельсовету и Леуновскому сельсовету.
Административный центр — посёлок Белогорский.

## География
Сельское поселение находится на северо-востоке Холмогорского района, на берегах рек Пинега, Чуга, Чуплега, Чуса, Северный Гбач, Южный Гбач, Сия, Тиньга.

## История
Муниципальное образование было образовано в 2006 году.
В 2015 году (Законом Архангельской области от 28 мая 2015 года № 290-17-ОЗ), были преобразованы, путём их объединения, муниципальные образования «Белогорское» и «Леуновское» в сельское поселение «Белогорское» с административным центром в посёлке Белогорский.

## Население
| 2010 | 2011 | 2012 | 2013 | 2014 | 2015 |
| ---- | ---- | ---- | ---- | ---- | ---- |
| 821  | ↘816 | ↘788 | ↘761 | ↘741 | ↘724 |
| 2016 | 2017 | 2018 | 2019 | 2020 | 2021 |
| ↗795 | ↘750 | ↘744 | ↗745 | ↘716 | ↘661 |

## Состав сельского поселения
| № | Населённый пункт | Тип населённого пункта          | Население |
| - | ---------------- | ------------------------------- | --------- |
| 1 | Белогорский      | посёлок, административный центр | ↗713      |
| 2 | Верхняя Паленьга | деревня                         | ↗39       |
| 3 | Гбач             | деревня                         | ↗23       |
| 4 | Горка            | деревня                         | ↗9        |
| 5 | Кузомень         | деревня                         | ↗119      |
| 6 | Леуново          | деревня                         | ↗50       |
| 7 | Остров           | деревня                         | ↘0        |
| 8 | Паленьга         | железнодорожная станция         | ↘134      |
| 9 | Чуга             | деревня                         | →0        |